# Festival d'Aldeburgh
Le Festival de musique et des arts d'Aldeburgh (Aldeburgh Festival of Music and the Arts) est un festival britannique fondé en 1948, dévolu principalement à la musique classique. Il a lieu chaque mois de juin à Aldeburgh dans le Suffolk, à la salle de concert « Snape Maltings ».

## Histoire

### Fondation
Le festival est fondé en 1948 par le compositeur Benjamin Britten, le chanteur Peter Pears et le librettiste et producteur Eric Crozier. Leur travail avec l'English Opera Group (qu'ils avaient fondé avec le peintre John Piper en 1947, chargé des décors) les ont souvent emmené loin de chez eux et, alors qu'ils sont en tournée en Suisse avec Albert Herring et The Rape of Lucretia en août de la même année, Peter Pears leur dit : « Pourquoi nous ne ferions pas notre propre festival ? Un petit festival, avec quelques concerts donnés par des amis ? Pourquoi ne pas avoir un Festival d'Aldeburgh  ». L'English Opera Group offrait un programme de base constitué d'opéra, mais la vision est bientôt élargie pour inclure des lectures de poésie, de la littérature, du théâtre, des conférences et des expositions d'art. Le premier festival est donné du 5 au 13 juin 1948 et utilise la salle du Jubilée d'Aldeburgh, à quelques portes de la maison de Britten, située dans la Crabbe Street, comme son principal lieu de spectacle, mais avec des concerts dans d'autres lieux, tels que saint Pierre et saint Paul, l'église du XVe siècle d'Aldeburgh. Le programme est constitué de l'opéra Albert Herring par l'English Opera Group ; le Saint Nicolas de Britten nouvellement écrit ; et les concerts avec Clifford Curzon et le quatuor à cordes Zorian.
Au fil des ans, le festival grandi et investi des lieux supplémentaires dans les villes voisines d'Orford, Blythburgh et Framlingham. Cependant, l'absence d'une grande salle bride le développement du Festival, jusqu'à ce que les bâtiments de Snape Maltings soient disponibles. Il s'agit de l'une des grandes malterie du XIXe siècle de l'Est-Anglie, à Snape, un village juste à l'extérieur Aldeburgh. Britten, qui avait vécu à Snape dans les années 1930, a imaginé que ces immenses bâtiments pourraient être transformés en salle de concert. La plupart des caractéristiques d'origine, tels que les toits typiques, ont été conservés. La nouvelle salle de concert est inaugurée par la reine le 2 juin 1967, pour le début du vingtième Festival d'Aldeburgh.
Deux ans plus tard, la première nuit du festival 1969, la salle de concert est détruite par un incendie. Seuls sont restés debout les murs extérieurs. Cette année-là, le Festival se déplace vers d'autres lieux proches et un seul concert a été perdu. L'année suivante, la salle reconstruite, est de nouveau inaugurée en présence de la reine, au début du Festival 1970. La nouvelle salle de concert à Snape Maltings devient le centre principal du Festival d'Aldeburgh, bien que des concerts soient toujours donnés dans tous les anciens lieux.

### Direction artistique
Lors des six premières années du Festival d'Aldeburgh, les directeurs artistiques conjoints, sont restés Britten, Pears et Crozier ; En 1955 Britten et Pears ont seuls la charge et l'année suivante, sont rejoints par Imogen Holst, resté membre de la direction artistique jusqu'à sa mort en 1984. Après la mort de Britten en 1976, la direction artistique du Festival est partagée ; de nombreux musiciens de renommée internationale rejoignent l'équipe artistique, certains à plusieurs époques différentes : Philip Ledger, Colin Graham, Steuart Bedford, Mstislav Rostropovich, Murray Perahia, Simon Rattle, John Shirley-Quirk et Oliver Knussen. En 1999, un jeune directeur artistique unique, au profil analogue à celui de Britten – compositeur, interprète, accompagnateur et chef d'orchestre – est nommé, Thomas Adès (né en 1971), auquel s'est adjoint en 2004 le compositeur John Woolrich, d'abord comme directeur artistique invité, puis comme directeur artistique associé. Pierre-Laurent Aimard a succédé en 2009, à Thomas Adès en tant que directeur artistique du festival.
Dès le début, le festival est caractérisé par l'éclectisme de la musique, des classiques – Bach, Haydn, Mozart – aux œuvres contemporaines, avec des commandes à de jeunes compositeurs. En 1982, l'archiviste Rosamund Strode de Britten-Pears a calculé que le Festival avait à cette date, présenté de nouvelles œuvres de plus de 75 compositeurs, y compris des créations mondiales de 15 opéras. Le public d'amateur de concerts a pu au cours des années suivantes entendre de nouvelles œuvres non seulement par Britten lui-même, mais par des compositeurs tels que Lennox Berkeley, Richard Rodney Bennett, Elliott Carter, Hans Werner Henze, Alfred Schnittke, Toru Takemitsu, Michael Tippett, Mark-Anthony Turnage et Malcolm Williamson, dont beaucoup venaient au Festival en tant que compositeurs en résidence. Plus tard, les jeunes compositeurs ont continué à être encouragés avec la fondation de la biennale du concours de compositeurs Benjamin Britten. Beaucoup de nouvelles œuvres ont été présentées sous la direction d'Oliver Knussen, lui-même contributeur notable des nouveautés présentées au Festival.
Imogen Holst, responsable à partir de 1955, introduit la musique chorale ancienne et travaille bientôt avec des compositeurs européens rarement entendus au répertoire à cette époque en Angleterre, tels que Berg, Mahler, Schoenberg, Poulenc, Boulez et Webern. Plus tard, Copland, Dutilleux, Lutoslawski et Kodály ont fait leur entrée au festival. En revanche, John Dankworth et Cleo Laine, Joyce Grenfell, Peggy Ashcroft et des acteurs de la Royal Shakespeare Company font des prestations régulières ; la princesse Grace de Monaco donne une partie d'un récital de poésie ; et Sviatoslav Richter joue pour la reine mère.
La taille et la capacité de la salle de concert permettent d'inviter des orchestres de grande envergure pour la première fois et pendant de nombreuses années Simon Rattle dirige l'Orchestre symphonique de Birmingham au « Snape Maltings ». Il y avait un lien fort avec la musique russe : Mstislav Rostropovitch et Richter visitent régulièrement le festival et, en 1970, la 14e Symphonie de Dimitri Chostakovitch, dédiée à Britten, est créé pour la première fois hors d'URSS, à « Snape Maltings ».
En plus de son rôle de directeur artistique, Peter Pears était un interprète régulier, souvent accompagné par Britten et apparaissant jusqu'à dix concerts pendant le festival. Janet Baker, Julian Bream, Osian Ellis, Dietrich Fischer-Dieskau, John Shirley-Quirk et Robert Tear ont été parmi les chanteurs et interprètes les plus réguliers des premières années du festival, suivis plus tard par Alfred Brendel, Ian Bostridge, Thomas Allen, Philip Langridge et Ann Murray.
La salle de concert a pu être transformée en scène d'opéra. The Royal Opera y a représenté Le Songe d'une nuit d'été au cours de la première saison, et créé, le 16 juin 1973, Death in Venice, le dernier opéra de Britten, avec Pears dans le rôle d'Aschenbach. 1976 devait être le dernier festival en présence de Benjamin Britten. Il y donna la première de sa cantate dramatique Phaedra, avec Janet Baker dans le rôle-titre, et la participationd'André Previn, Elisabeth Söderström, Sviatoslav Richter et toute la famille Rostropovich.
En 1979, Rostropovich dirige l'école Britten–Pears dans une interprétation d'Eugène Onéguine (avec Pears invité dans le rôle de M. Triquet et Eric Crozier comme le valet Guillot). Les années suivantes, l'école monte régulièrement un opéra pendant le Festival.

## Le festival aujourd'hui
L'organisme responsable du fonctionnement du Festival d'Aldeburgh a changé le nom pour « Aldeburgh Music » en 2006.
Pierre-Laurent Aimard a succédé à Thomas Adès, au poste de directeur artistique du festival en 2009. Cette même année ont été créés de nouveaux espaces publics à « Snape Maltings », notamment le Britten Studio d'Hoffmann et le studio Jerwood Kiln studio, inaugurés avec la création de The Corridor d'Harrison Birtwistle.
Le festival 2012, avait Oliver Knussen comme artiste en résidence, et un programme typiquement éclectique, notamment la nouvelle production par Netia Jones, de Where the Wild Things Are de Knussen et Higglety Pigglety Pop!, une série de concerts explorant l'œuvre d'Helmut Lachenmann, des récitals par Menahem Pressler, Ian Bostridge, Peter Serkin, Miklós Perényi, Dezsö Ránki et les quatuors à cordes Arditti et Keller, l'Orchestre symphonique de Birmingham avec la création anglaise d'une œuvre d'Elliott Carter, ainsi qu'au Leiston Long Shop Museum, la projection complète d'un film avec accompagnement en direct de la musique de film des années 1930 de Britten, une interprétation promenade du Song Books de John Cage au bâtiment Hoffmann Building sous la bannière Faster than Sound (plus rapide que son) et des événements communautaires en plein air sur la plage d'Aldeburgh.
Le centenaire de la naissance de Benjamin Britten s'est tenu entre novembre 2012 et novembre 2013, et pendant le 66e festival de 2013, est créé une nouvelle production de Tim Albery de l'opéra de Britten, Peter Grimes, l'intégrale de Curlew River — A Parable for Church Performance à l'église d'Orford et de nouvelles œuvres d'Harrison Birtwistle, Wolfgang Rihm, Judith Weir, Magnus Lindberg et Richard Rodney Bennett.
En plus du festival annuel, « Aldeburgh Music » dirige également le Britten-Pears Young Artist Programme (jadis Britten-Pears School for Advanced Musical Studies), Aldeburgh Résidences – un programme offrant une formation sur mesure et des possibilités de développement au Royaume-Uni et des artistes internationaux ; Aldeburgh jeunes musiciens destiné aux talents exceptionnels pour les jeunes âgés de 8 à 18 ans ; le programme Jerwood d'écriture d'opéra, conçu pour le développement d'un nouvel opéra, ainsi qu'un vaste programme d'éducatif. Le programme de développement des artistes d'Aldeburgh, sont alimentés abondamment dans le festival juin et par d'autres événements, tout au long de l'année.
Le festival d'Aldeburgh conserve un caractère unique en grande partie en raison de son emplacement dans la campagne du Suffolk. Il poursuit également à développer la présentation de nouvelles musiques, de nouvelles interprétations et la redécouverte de musiques oubliées. Il a vu les premières de plusieurs œuvres de Britten (A Midsummer Night's Dream en 1960 ; Death in Venice en 1973) et aussi Harrison Birtwistle : Punch and Judy en 1968, The Io Passion en 2004, The Corridor en 2009 et The Cure en 2015.
Le Festival d'Aldeburgh a toujours accueilli les arts visuels comme la musique et un certain nombre d'expositions sont organisées chaque année pour accompagner le programme des concerts. À partir de 2011, l'exposition principale de l'art contemporain a été promu sous le titre SNAP, à divers endroits autour du site de « Snape Maltings », organisé par Abigail Lane. En 2012, les artistes présentés comprenaient notamment Glenn Brown, May Cornet, Brian Eno, Ryan Gander, Maggi Hambling, Mark Limbrick, Emily Richardson et Gavin Turk.

## Films
- Benjamin Britten & his Festival, documentaire par Tony Palmer (1967)